# Debates para as eleições legislativas portuguesas de 2022
A temporada de debates para as eleições legislativas portuguesas de 2022 consistiu numa série de debates realizados entre 2 e 18 de janeiro de 2022, com o plano inicial:
- 32 frente-a-frentes entre os líderes dos partidos representados na Assembleia da República:
  - Secretário-Geral do Partido Socialista António Costa
  - Presidente do Partido Social Democrata Rui Rio
  - Coordenadora do Bloco de Esquerda Catarina Martins
  - Secretário-Geral do Partido Comunista Português Jerónimo de Sousa e, em sua substituição, João Oliveira, Presidente do Grupo Parlamentar do Partido Comunista Português
  - Presidente do CDS – Partido Popular, Francisco Rodrigues dos Santos
  - Porta-voz do Pessoas-Animais-Natureza Inês Sousa Real
  - Presidente do CHEGA André Ventura
  - Presidente da Iniciativa Liberal João Cotrim de Figueiredo
  - Cabeça-de-lista do Livre por Lisboa Rui Tavares
- 1 debate entre todos os líderes partidários com assento parlamentar
- 1 debate entre os partidos sem representação na Assembleia da República.

O primeiro debate foi realizado pela RTP1, no dia 2 de janeiro, entre António Costa e Rui Tavares.

## Cronologia

### Partidos com assento parlamentar
O PCP anunciou a 20 de dezembro de 2021 que não participaria em debates não realizados em canal generalista, por "considerar que a organização de debates não garante princípios básicos de imparcialidade". Consequentemente, os debates previstos entre a CDU e os restantes partidos, à exceção do Partido Socialista e do Partido Social Democrata, foram cancelados.

Intervenientes
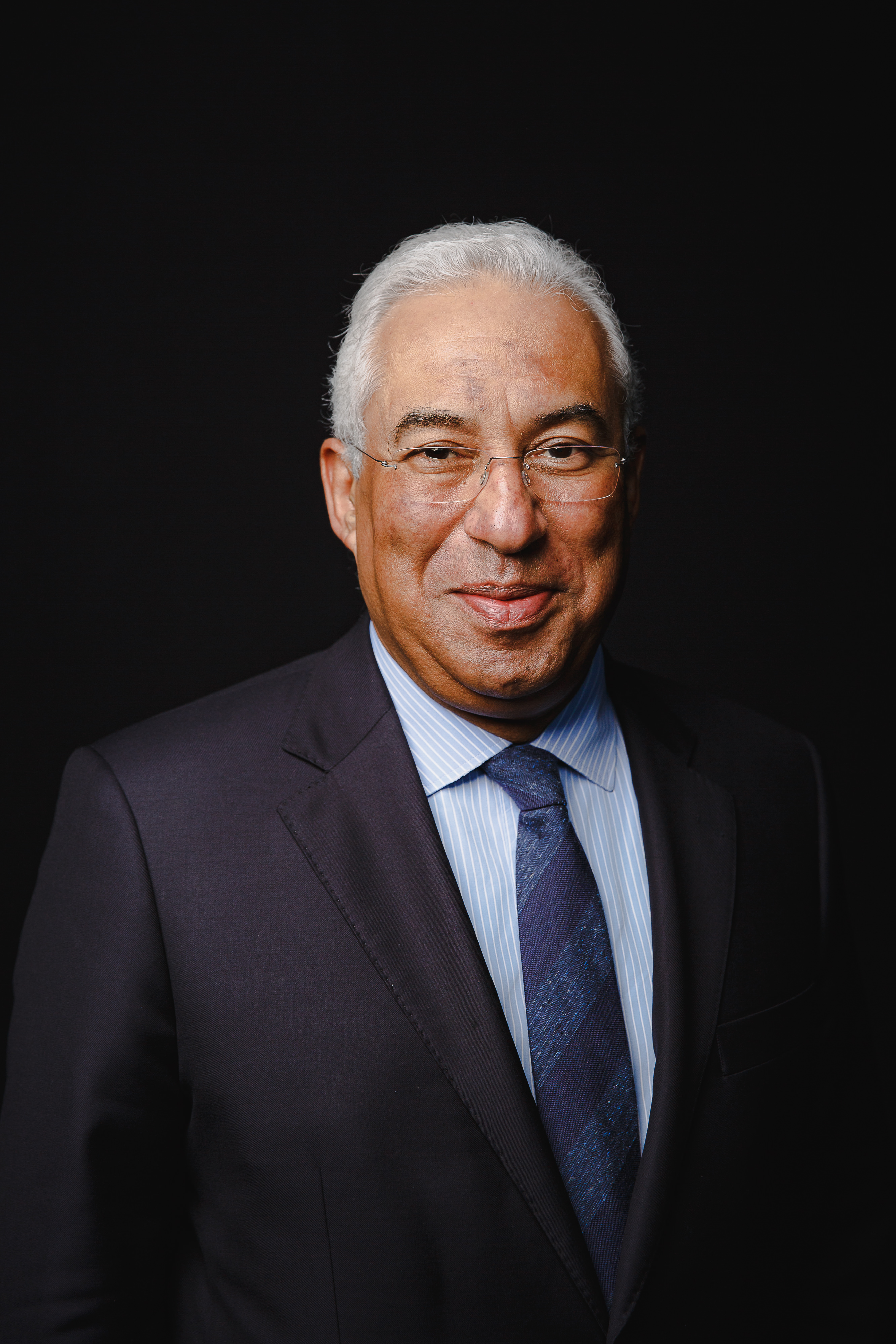
António Costa Partido Socialista (PS)
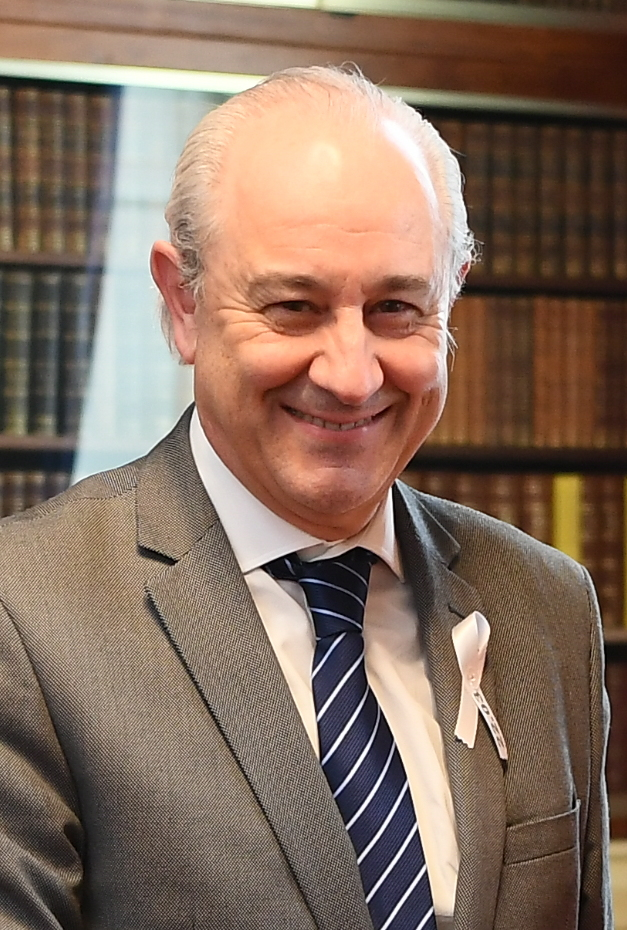
Rui Rio Partido Social Democrata (PPD/PSD)
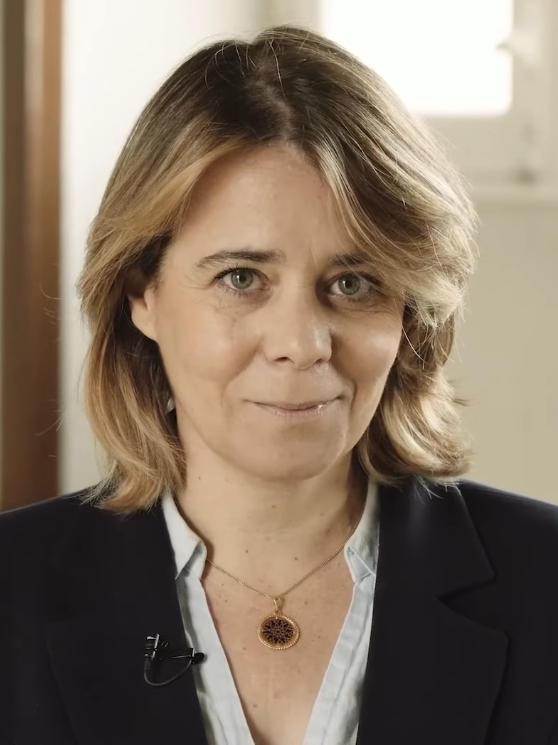
Catarina Martins Bloco de Esquerda (B.E.)
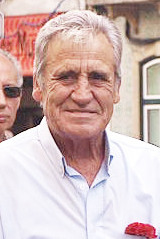
Jerónimo de Sousa CDU - Coligação Democrática Unitária (PCP-PEV)
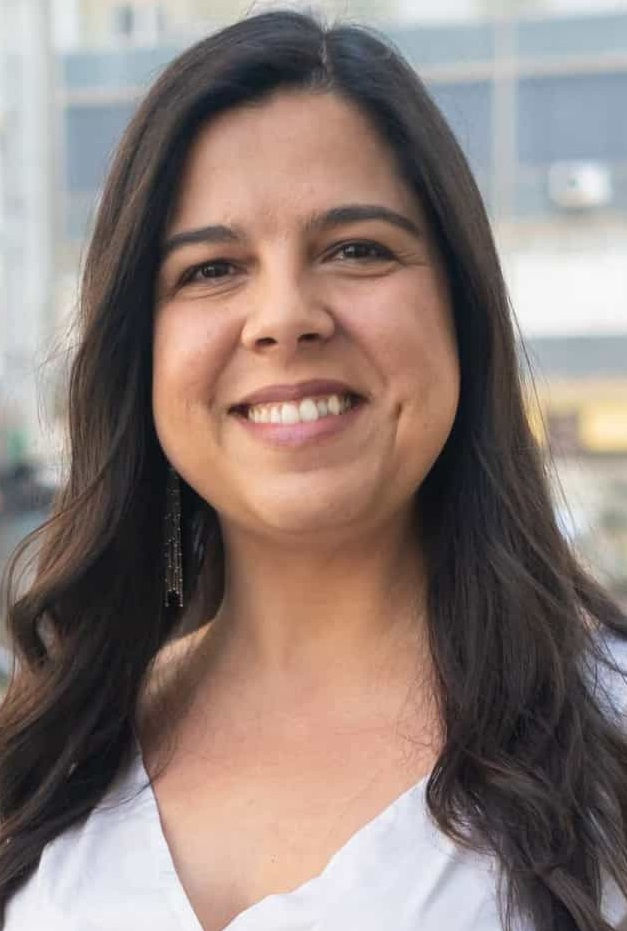
Inês Sousa Real Pessoas–Animais–Natureza (PAN)
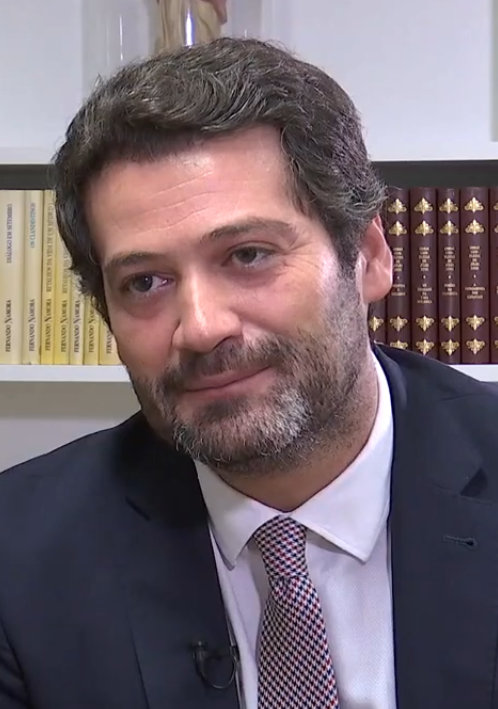
André Ventura Chega (CH)
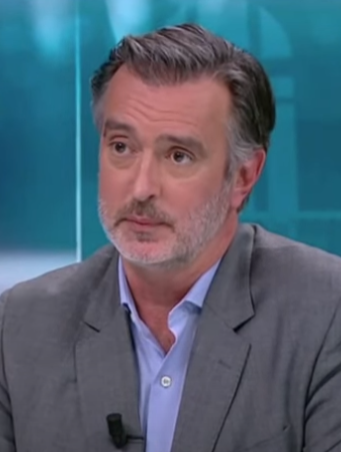
João Cotrim de Figueiredo Iniciativa Liberal (IL)
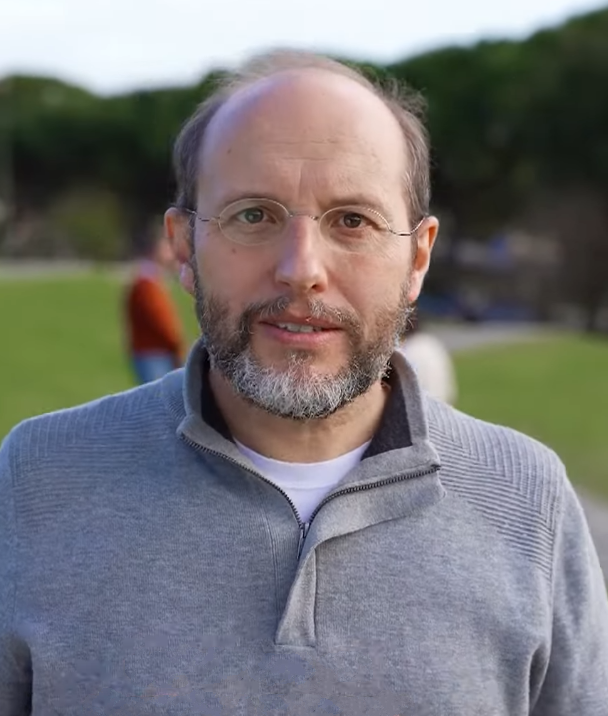
Rui Tavares Livre (LIVRE)

| Data                  | Hora  | Intervenientes | Moderador(es)          | Estação                                                 | Local                                                 | Audiência | Refs.                          | Hiperligações |
| --------------------- | ----- | --- | ---------------------- | ------------------------------------------------------- | ----------------------------------------------------- | --------- | ------------------------------ | ------------- |
| 2 de janeiro de 2022  | 20:50 | António Costa (PS) vs. Rui Tavares (LIVRE) | João Adelino Faria     | RTP1 RTP3                                               | Cabo Ruivo, Lisboa                                    | 636 000   | [ 3 ] [ 4 ]                    | Vídeo         |
| 2 de janeiro de 2022  | 22:50 | Catarina Martins (B.E.) vs. André Ventura (CH) | Rosa de Oliveira Pinto | SIC Notícias                                            | Paço de Arcos, Oeiras                                 | 192 000   | [ 3 ] [ 4 ] [ 4 ]              | Vídeo         |
| 3 de janeiro de 2022  | 21:00 | Rui Rio (PPD/PSD) vs. André Ventura (CH) | Clara de Sousa         | SIC SIC Notícias                                        | Paço de Arcos, Oeiras                                 | 1 480 000 | [ 5 ]                          | Vídeo         |
| 4 de janeiro de 2022  | 18:10 | Catarina Martins (B.E.) vs. Rui Tavares (LIVRE) | Rosa de Oliveira Pinto | SIC Notícias                                            | Paço de Arcos, Oeiras                                 | 109 000   | [ 3 ] [ 4 ]                    | Vídeo         |
| 4 de janeiro de 2022  | 21:00 | António Costa (PS) vs. Jerónimo de Sousa (CDU) | Pedro Mourinho         | TVI CNN Portugal                                        | Queluz de Baixo, Barcarena, Oeiras                    | 1 200 000 | [ 3 ] [ 4 ]                    | Vídeo         |
| 4 de janeiro de 2022  | 22:00 | Francisco Rodrigues dos Santos (CDS-PP) vs. Inês Sousa Real (PAN) | João Adelino Faria     | RTP3                                                    | Cabo Ruivo, Lisboa                                    | 147 000   | [ 3 ] [ 4 ]                    | Vídeo         |
| 5 de janeiro de 2022  | 18:15 | Francisco Rodrigues dos Santos (CDS-PP) vs. João Cotrim de Figueiredo (IL) | João Adelino Faria     | RTP3                                                    | Cabo Ruivo, Lisboa                                    | 103 000   | [ 3 ] [ 4 ]                    | Vídeo         |
| 5 de janeiro de 2022  | 21:20 | Rui Rio (PPD/PSD) vs. Catarina Martins (B.E.) | Clara de Sousa         | SIC SIC Notícias                                        | Paço de Arcos, Oeiras                                 | 1 560 000 | [ 3 ] [ 4 ]                    | Vídeo         |
| 5 de janeiro de 2022  | 22:15 | Rui Tavares (LIVRE) vs. André Ventura (CH) | João Póvoa Marinheiro  | CNN Portugal                                            | Queluz de Baixo, Barcarena, Oeiras                    | 188 000   | [ 3 ] [ 4 ]                    | Vídeo         |
| 6 de janeiro de 2022  | 21:00 | António Costa (PS) vs. André Ventura (CH) | João Adelino Faria     | RTP1 RTP3                                               | Cabo Ruivo, Lisboa                                    |           | [ 3 ] [ 4 ]                    | Vídeo         |
| 6 de janeiro de 2022  | 22:10 | Catarina Martins (B.E.) vs. João Cotrim de Figueiredo (IL) | Rosa de Oliveira Pinto | SIC Notícias                                            | Paço de Arcos, Oeiras                                 |           | [ 3 ] [ 4 ]                    | Vídeo         |
| 7 de janeiro de 2022  | 18:10 | Inês Sousa Real (PAN) vs. João Cotrim de Figueiredo (IL) | Rosa de Oliveira Pinto | SIC Notícias                                            | Paço de Arcos, Oeiras                                 | 106 000   | [ 3 ] [ 4 ] [ 6 ]              | Vídeo         |
| 7 de janeiro de 2022  | 21:00 | Rui Rio (PPD/PSD) vs. Francisco Rodrigues dos Santos (CDS-PP) | Sara Pinto             | TVI CNN Portugal                                        | Queluz de Baixo, Barcarena, Oeiras                    | 993 000   | [ 3 ] [ 4 ] [ 6 ]              | Vídeo         |
| 8 de janeiro de 2022  | 20:40 | Rui Rio (PPD/PSD) vs. Rui Tavares (LIVRE) | João Adelino Faria     | RTP1 RTP3                                               | Cabo Ruivo, Lisboa Monte da Virgem, Vila Nova de Gaia | 701 000   | [ 3 ] [ 4 ] [ 6 ]              | Vídeo         |
| 8 de janeiro de 2022  | 21:05 | António Costa (PS) vs. Inês Sousa Real (PAN) | Sara Pinto             | TVI CNN Portugal                                        | Queluz de Baixo, Barcarena, Oeiras                    | 882 000   | [ 3 ] [ 4 ] [ 6 ]              | Vídeo         |
| 9 de janeiro de 2022  | 20:40 | António Costa (PS) vs. Francisco Rodrigues dos Santos (CDS-PP) | Clara de Sousa         | SIC SIC Notícias                                        | Paço de Arcos, Oeiras                                 | 1 500 000 | [ 3 ] [ 4 ] [ 6 ]              | Vídeo         |
| 9 de janeiro de 2022  | 22:00 | André Ventura (CH) vs. João Cotrim de Figueiredo (IL) | João Adelino Faria     | RTP3                                                    | Cabo Ruivo, Lisboa                                    |           | [ 3 ] [ 4 ] [ 6 ]              | Vídeo         |
| 9 de janeiro de 2022  | 23:00 | Inês Sousa Real (PAN) vs. Rui Tavares (LIVRE) | Rosa de Oliveira Pinto | SIC Notícias                                            | Paço de Arcos, Oeiras                                 | 22 000    | [ 3 ] [ 4 ] [ 6 ]              | Vídeo         |
| 10 de janeiro de 2022 | 18:15 | Catarina Martins (B.E.) vs. Inês Sousa Real (PAN) | João Adelino Faria     | RTP3                                                    | Cabo Ruivo, Lisboa                                    |           | [ 3 ] [ 4 ]                    | Vídeo         |
| 10 de janeiro de 2022 | 21:10 | Rui Rio (PPD/PSD) vs. João Cotrim de Figueiredo (IL) | Clara de Sousa         | SIC SIC Notícias                                        | Paço de Arcos, Oeiras                                 |           | [ 3 ] [ 4 ]                    | Vídeo         |
| 10 de janeiro de 2022 | 22:15 | Rui Tavares (LIVRE) vs. Francisco Rodrigues dos Santos (CDS-PP) | João Póvoa Marinheiro  | CNN Portugal                                            | Queluz de Baixo, Barcarena, Oeiras                    | 188 000   | [ 3 ] [ 4 ]                    | Vídeo         |
| 11 de janeiro de 2022 | 20:20 | António Costa (PS) vs. Catarina Martins (B.E.) | João Adelino Faria     | RTP1 RTP3                                               | Cabo Ruivo, Lisboa                                    |           | [ 3 ] [ 4 ]                    | Vídeo         |
| 12 de janeiro de 2022 | 18:30 | André Ventura (CH) vs. Francisco Rodrigues dos Santos (CDS-PP) | João Póvoa Marinheiro  | CNN Portugal                                            | Queluz de Baixo, Barcarena, Oeiras                    | 188 000   | [ 3 ] [ 4 ]                    | Vídeo         |
| 12 de janeiro de 2022 | 21:10 | Rui Rio (PPD/PSD) vs. João Oliveira (CDU) | Clara de Sousa         | SIC SIC Notícias                                        | Paço de Arcos, Oeiras                                 |           | [ 3 ] [ 4 ]                    | Vídeo         |
| 12 de janeiro de 2022 | 22:10 | João Cotrim de Figueiredo (IL) vs. Rui Tavares (LIVRE) | Rosa de Oliveira Pinto | SIC Notícias                                            | Paço de Arcos, Oeiras                                 |           | [ 3 ] [ 4 ]                    | Vídeo         |
| 13 de janeiro de 2022 | 20:30 | António Costa (PS) vs. Rui Rio (PPD/PSD) | Rosa de Oliveira Pinto | RTP1 SIC TVI RTP3 SIC Notícias CNN Portugal Antena 1 RR | Cineteatro Capitólio, Lisboa                          | 3 200 000 | [ 3 ] [ 7 ] [ 8 ] [ 9 ] [ 10 ] | Vídeo         |
| 14 de janeiro de 2022 | 18:10 | Inês Sousa Real (PAN) vs. André Ventura (CH) | Rosa de Oliveira Pinto | SIC Notícias                                            | Paço de Arcos, Oeiras                                 |           | [ 3 ] [ 4 ]                    | Vídeo         |
| 14 de janeiro de 2022 | 21:05 | António Costa (PS) vs. João Cotrim de Figueiredo (IL) | Sara Pinto             | TVI CNN Portugal                                        | Queluz de Baixo, Barcarena, Oeiras                    |           | [ 3 ] [ 4 ]                    | Vídeo         |
| 14 de janeiro de 2022 | 22:00 | Catarina Martins (B.E.) vs. Francisco Rodrigues dos Santos (CDS-PP) | João Adelino Faria     | RTP3                                                    | Cabo Ruivo, Lisboa                                    |           | [ 3 ] [ 4 ]                    | Vídeo         |
| 15 de janeiro de 2022 | 20:40 | Rui Rio (PPD/PSD) vs. Inês Sousa Real (PAN) | João Adelino Faria     | RTP1 RTP3                                               | Monte da Virgem, Vila Nova de Gaia                    |           | [ 3 ] [ 4 ]                    | Vídeo         |
| 17 de janeiro de 2022 | 21:00 | António Costa (PS), Rui Rio (PPD/PSD), Catarina Martins (B.E.), João Oliveira (CDU), Francisco Rodrigues dos Santos (CDS-PP), Inês Sousa Real (PAN), André Ventura (CH), João Cotrim de Figueiredo (IL) e Rui Tavares (LIVRE) | Carlos Daniel          | RTP1 RTP3                                               |                                                       |           | [ 11 ]                         |               |
| 20 de janeiro de 2022 |       | António Costa (PS), Rui Rio (PPD/PSD), Catarina Martins (B.E.), João Oliveira (CDU), Francisco Rodrigues dos Santos (CDS-PP), Inês Sousa Real (PAN), André Ventura (CH), João Cotrim de Figueiredo (IL) e Rui Tavares (LIVRE) |                        | Antena 1 RR TSF                                         |                                                       |           | [ 12 ]                         |               |

### Partidos sem assento parlamentar
| Data                  | Hora  | Intervenientes                                                             | Moderador(es) | Estação   | Local | Audiência | Refs.  | Hiperligações |
| --------------------- | ----- | -------------------------------------------------------------------------- | ------------- | --------- | ----- | --------- | ------ | ------------- |
| 18 de janeiro de 2022 | 21:00 | Aliança, PCTP/MRPP, R.I.R., Ergue-te, MPT, NC, ADN, JPP, PPM, PTP, MAS, VP | Carlos Daniel | RTP1 RTP3 |       |           | [ 11 ] |               |

## Debates

### António Costa vs. Rui Tavares (2 de janeiro)
O primeiro debate teve lugar no domingo, 2 de janeiro, nos estúdios da RTP Lisboa, Cabo Ruivo, Lisboa. O debate transmitido na RTP1 e na RTP3, moderado por João Adelino Faria e teve a duração de 27 minutos.

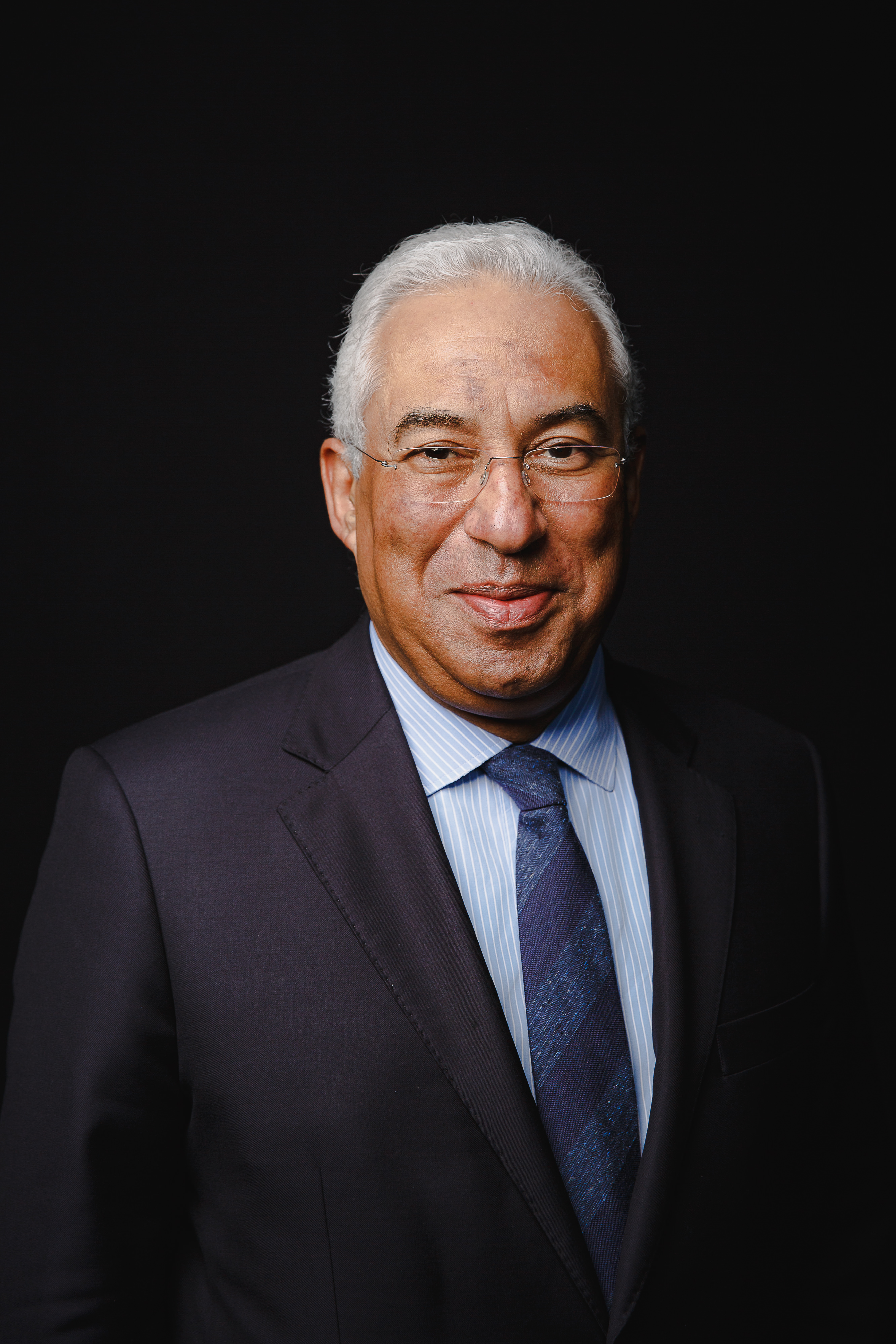
António Costa Partido Socialista (PS)
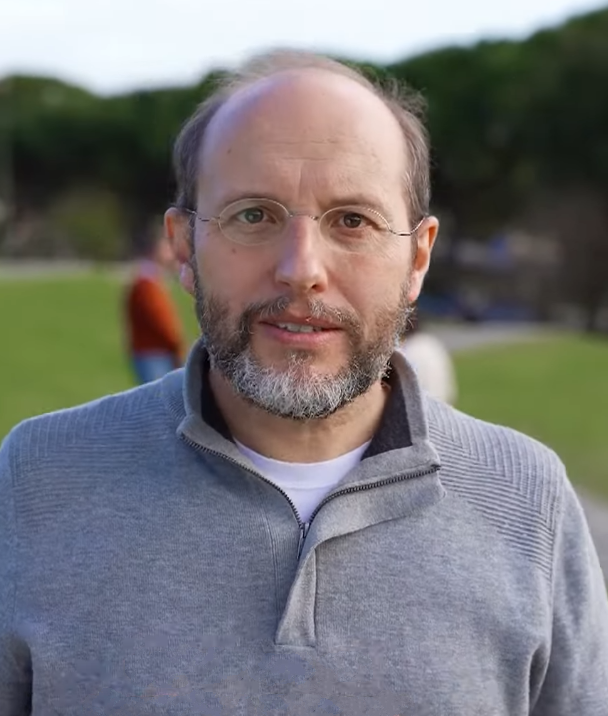
Rui Tavares Livre (LIVRE)

#### Formato
O debate teve a duração de 27 minutos, com cada interveniente a dispor de cerca de 12 minutos para intervir. Cada interveniente tinha cerca de 2 minutos para responder a cada pergunta, com a hipótese de ripostar.
Os temas que marcaram o debate foram os acordos pós-eleitorais e o aumento do salário mínimo.
António Costa reafirmou a necessidade de uma maioria do Partido Socialista para haver estabilidade, para além de defender o aumento do salário mínimo para os 850 euros até 2025.
Por outro lado, Rui Tavares alertou para o perigo de maiorias absolutas e defendeu um acordo escrito entre o PS e os partidos à sua esquerda, incluindo o LIVRE, para além de defender o aumento do salário mínimo a 6% a cada ano até ao final da legislatura até aos mil euros.
| Interveniente | Interveniente       | Tempo |
| ------------- | ------------------- | ----- |
|               | António Costa (PS)  | 11:15 |
|               | Rui Tavares (LIVRE) | 11:05 |

#### Audiências
| Canais generalistas |
| Canais por cabo     |

| Canal | Espetadores | Rating | Share |
| ----- | ----------- | ------ | ----- |
| RTP1  | 636 000     | 6,3%   | 10,9% |
| RTP3  | 636 000     | 6,3%   | 10,9% |

### Catarina Martins vs. André Ventura (2 de janeiro)
O primeiro debate teve lugar no domingo, 2 de janeiro, nos estúdios da SIC, em Carnaxide. O debate transmitido na SIC Notícias e moderado por Rosa Oliveira Pinto e teve a duração de 27 minutos.

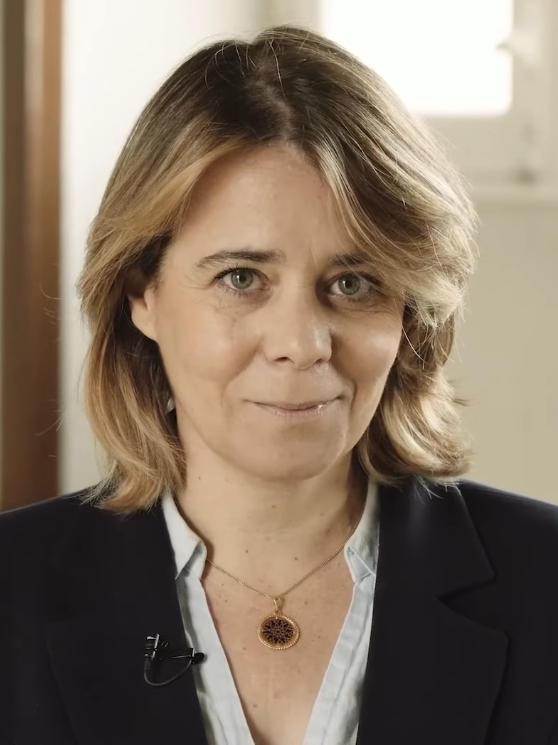
Catarina Martins Bloco de Esquerda (B.E.)
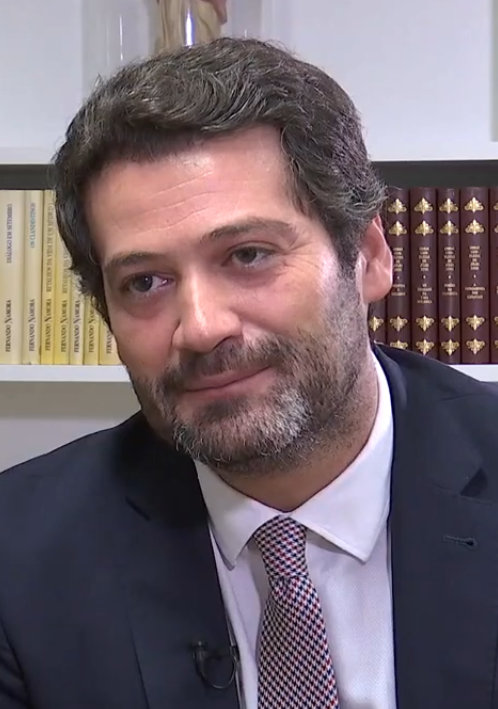
André Ventura Chega (CH)

#### Formato
O debate teve a duração de 27 minutos, com cada interveniente a dispor de cerca de 12 minutos para intervir. Cada interveniente tinha cerca de 2 minutos para responder a cada pergunta, com a hipótese de ripostar.
Os temas que marcaram o debate foram o combate à corrupção e o papel dos subsídios.
Catarina Martins rotulou Ventura de "o candidato da extrema-direita" e apontou a hipocrisia do Chega ao colocar o combate à corrupção como uma das bandeiras do partido enquanto votou contra o fim dos Vistos Gold e citou o Papa Francisco para falar sobre a questão dos refugiados e como Portugal os devia acolher.
Por outro lado, André Ventura continuou a apontar o problema da subsidiodependência e a forma como metade do país trabalha para a outra metade.
| Interveniente | Interveniente         | Tempo |
| ------------- | --------------------- | ----- |
|               | Catarina Martins (BE) | 12:07 |
|               | André Ventura (CH)    | 11:32 |

#### Audiências
| Canais por cabo |

| Canal        | Espetadores | Rating | Share |
| ------------ | ----------- | ------ | ----- |
| SIC Notícias | 192 000     | ?      | 4,0%  |